# Cattedrale di Augusta
La cattedrale della Visitazione della Beata Vergine, in tedesco "Dom Mariä Heimsuchung", più conosciuta come duomo di Augusta, è la chiesa cattolica principale della città bavarese di Augusta e cattedrale della diocesi omonima.

## Storia e descrizione

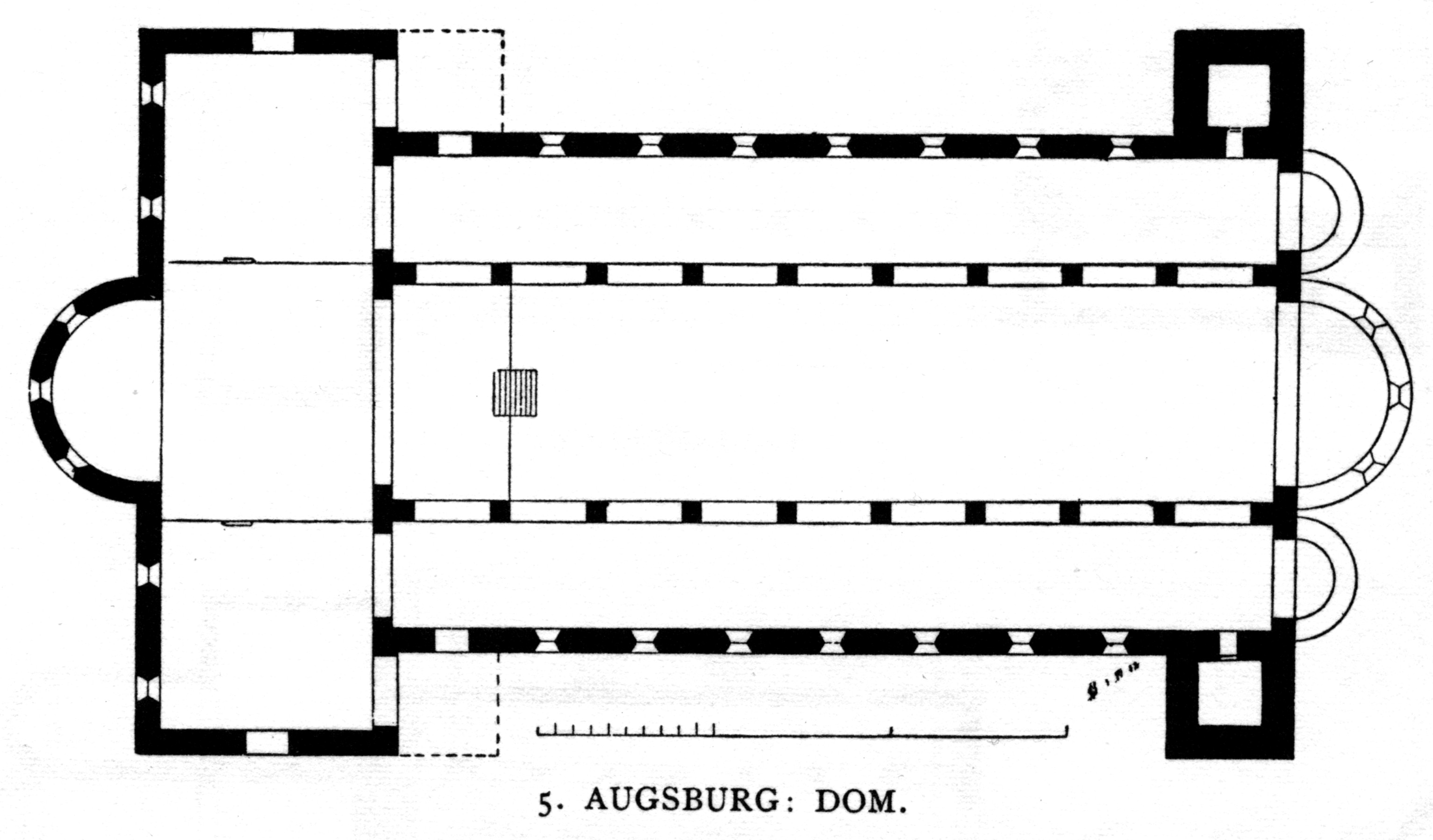
La pianta bicefala della cattedrale romanica.

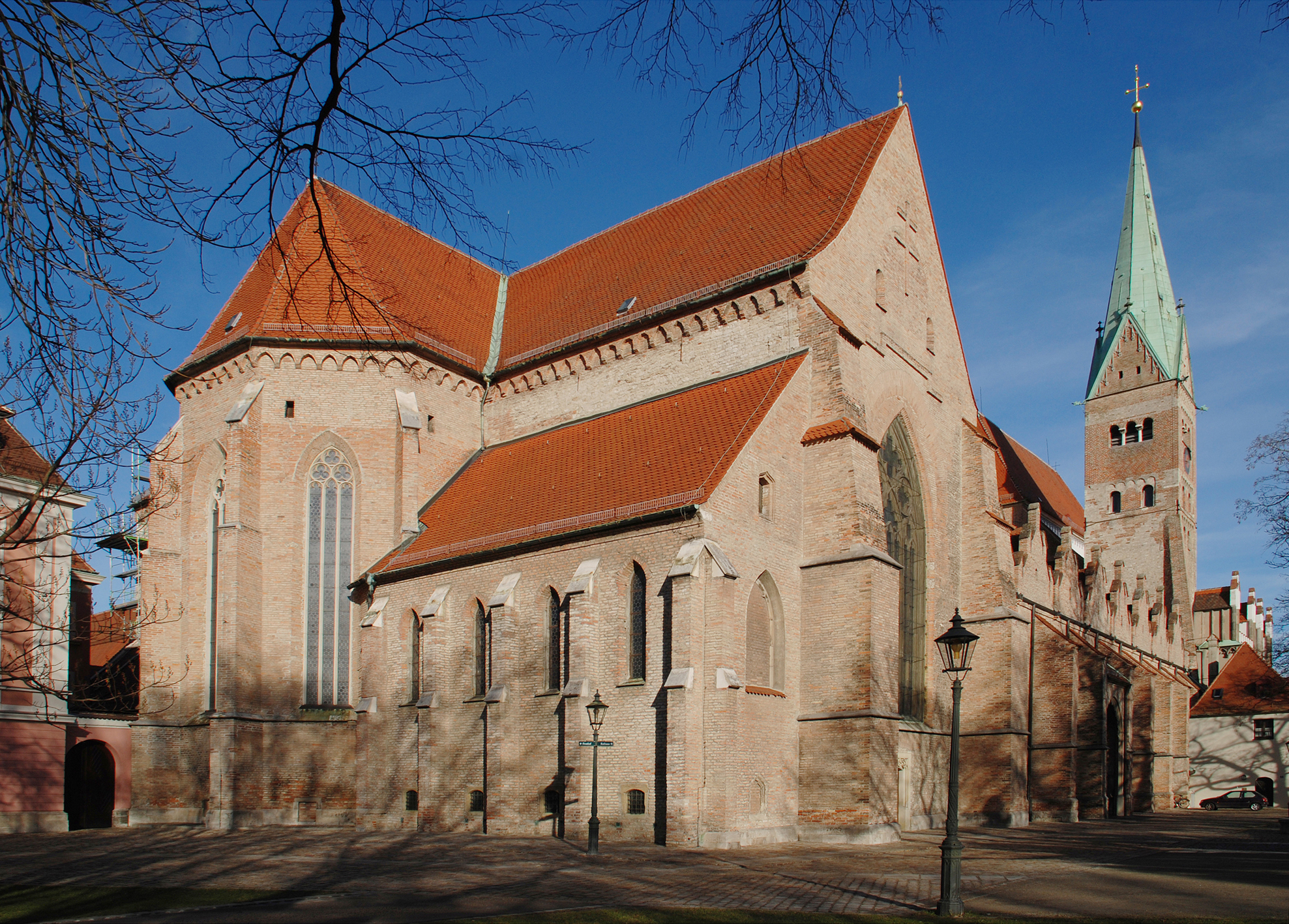
Veduta del coro occidentale.

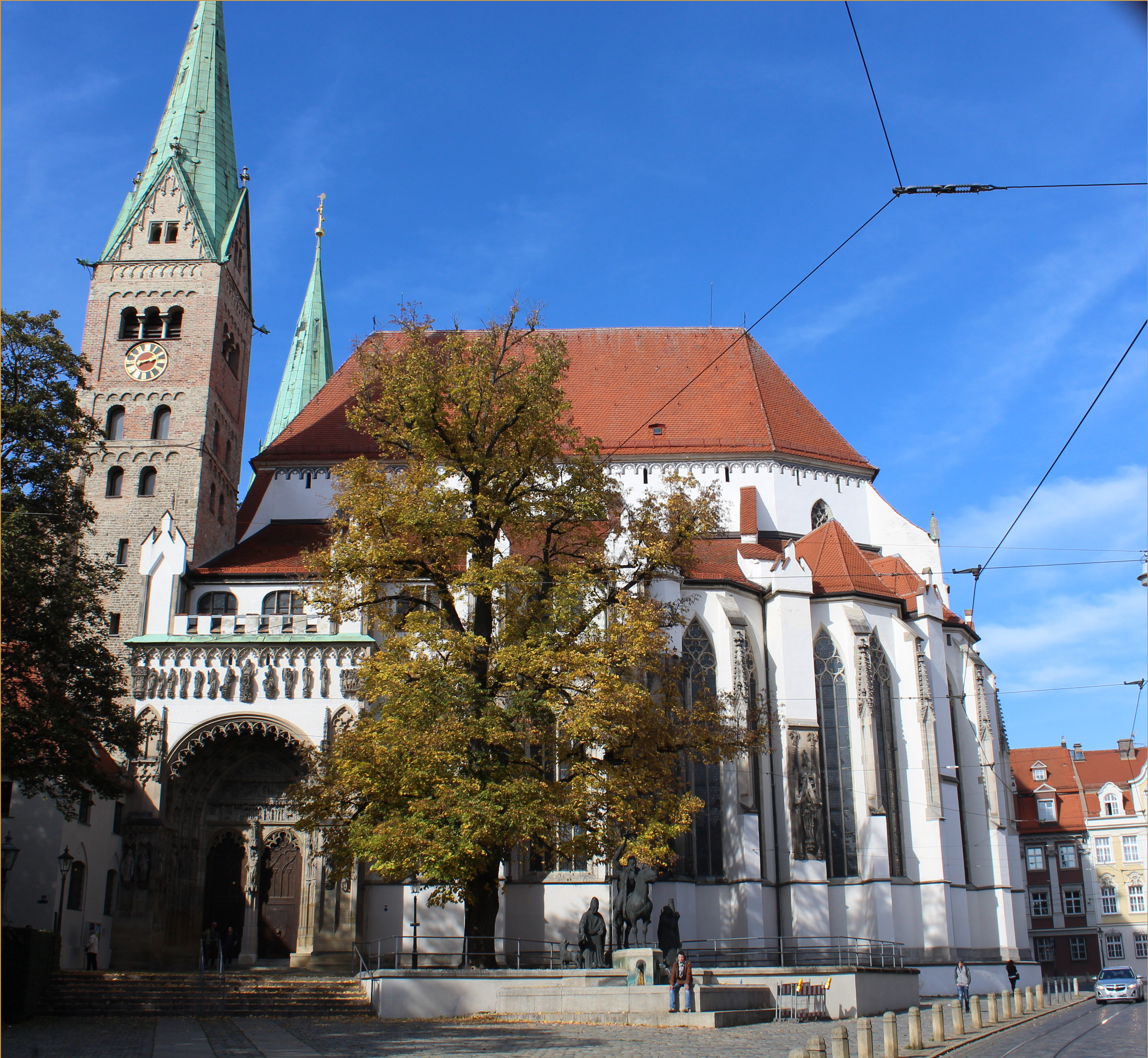
Il coro orientale gotico.

### Origini
Ci sono scarse testimonianze sui primi secoli di esistenza della cattedrale, poiché nel V secolo d.C. esisteva ancora lo sviluppo residenziale romano sul sito della cattedrale. Durante scavi archeologici effettuati nella cripta e nel piedicroce, sono stati trovati resti di un primo grande edificio religioso costruito tra il V e l'VIII secolo. Durante gli scavi del 1998 sotto la Cappella di Sant'Ulrico, si è rivelato il transetto della cattedrale carolingia, che secondo la tradizione venne costruita fra il 778 e l'807 dal vescovo San Simperto.

### La cattedrale romanica
Nel 994 la cattedrale crollò e venne subito ricostruita con l'aiuto di Adelaide di Borgogna, vedova dell'imperatore Ottone I. Venne eretta in stile romanico, con pianta basilicale a tre navate terminanti verso est con tre absidi. Nel 1043 il vescovo Enrico II commissionò un ampliamento della struttura che portò alla creazione del coro occidentale conferendo all'edificio la tipica pianta bicefala. La cattedrale venne completata nel 1065 con la consacrazione dell'altare del coro occidentale. Anche il piedicroce risale a quest'epoca. Le torri furono aggiunte, a fianco delle navate laterali, tra il 1070 e il 1075.

### Interventi gotici
Nel corso del XIV secolo la cattedrale venne goticizzata. Nel 1331 venne iniziata la costruzione delle volte gotiche delle navate; l'abside occidentale e le cappelle di Sant'Andrea e Sant'Ilaria vennero trasformate fra il 1325 e il 1343 con il completamento anche del portale nord.
Infine a partire dal 1356 venne intrapresa la ricostruzione, grandiosa, del coro orientale, con volte a crociera e deambulatorio a cappelle radiali, secondo lo stile gotico di Peter Parler. Il portale meridionale con il suo programma figurativo mariologico deve essere stato completato intorno al 1370. Il coro orientale fu consacrato solo nel 1431.

### Storia moderna
Nel 1487 venne sopraelevato il campanile sud e, dopo la riforma protestante, anche il campanile nord nel 1565. 
Nel XVII secolo, la chiesa fu restaurata in stile barocco; infine, nel XIX secolo fu ripristinato lo stile medioevale con nuovi elementi neogotici.
Durante la Seconda Guerra Mondiale venne assai danneggiata la Cappella della Madonna.

## Descrizione

### Esterno

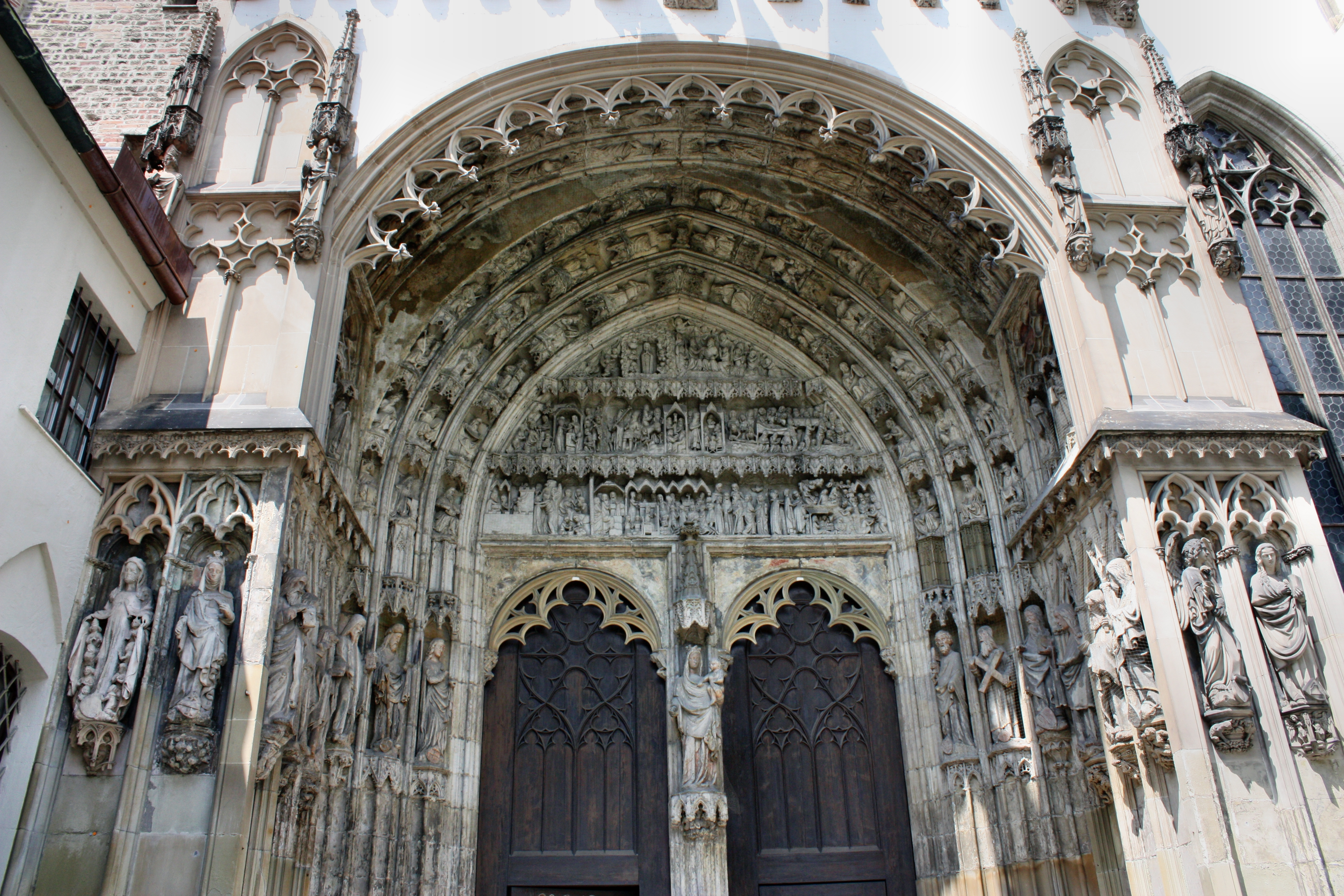
Il portale meridionale.

L'edificio presenta la caratteristica pianta bicefala, senza una vera facciata, e venne costruito in mattoni rossi supportato da contrafforti. Due campanili con lesene e fregi ad archetti terminano con un frontone triangolare da cui svetta una guglia di rame. 
Il portale meridionale (1360-70), presenta numerosi rilievi scolpiti che rappresentano la Vita della Vergine Maria sul timpano e sulla colonna centrale, e Storie degli Apostoli negli stipiti, mentre il portale nord (1343) presenta nel timpano l'Annunciazione, la Nascita di Cristo, l'Adorazione dei Magi, la Morte e l'Incoronazione della Vergine, con alcune evidenze ora all'interno della chiesa, così come la porta di bronzo (XI secolo) oggi nel Museo della Cattedrale che, a sinistra, presenta Scene del Vecchio Testamento e, a destra, Scene del Nuovo Testamento.
Sul lato settentrionale della chiesa, si addossa il chiostro tardogotico (1470-1510) con oltre 400 lastre tombali scolpite.

### Interno

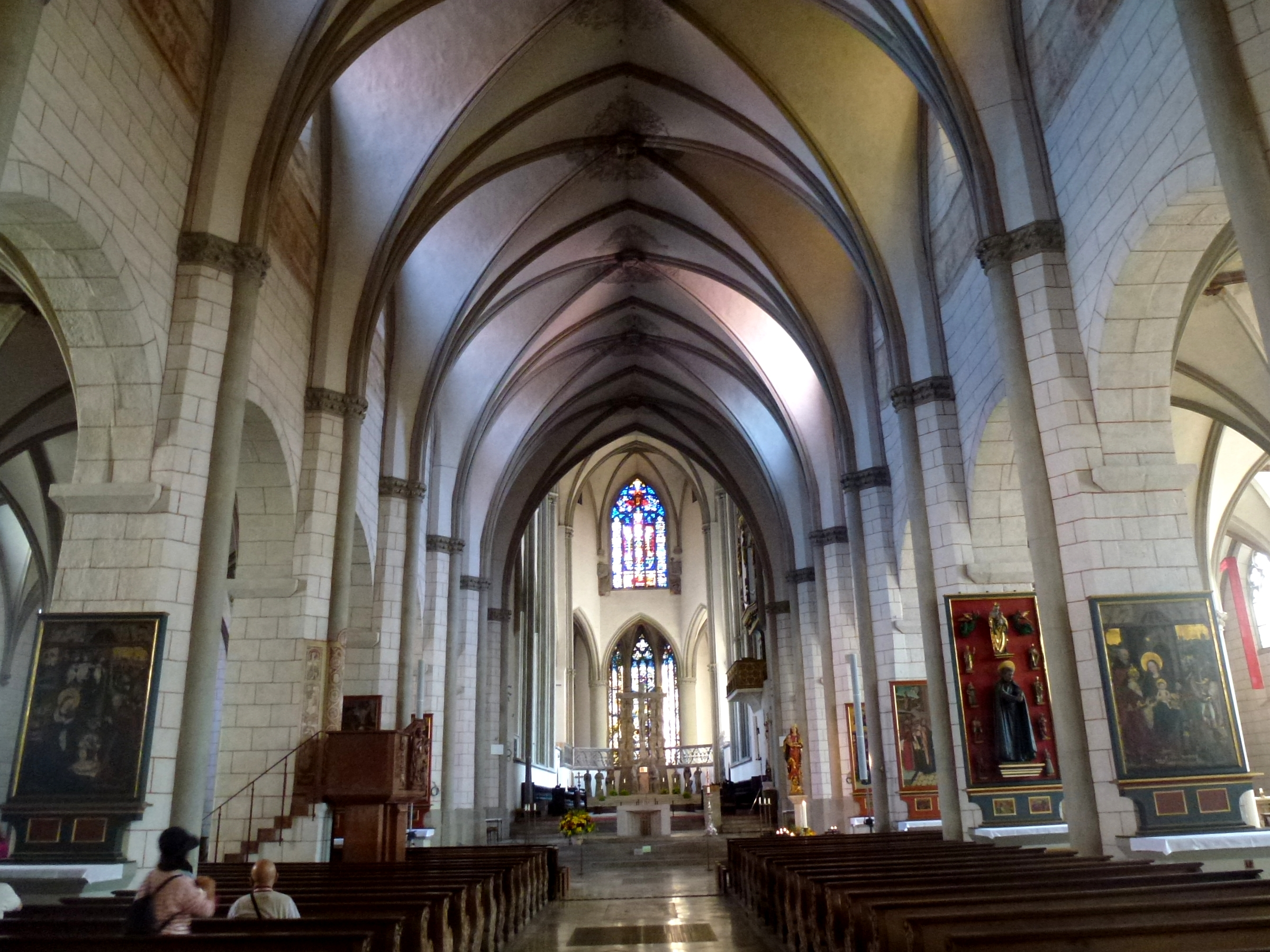
L'interno.

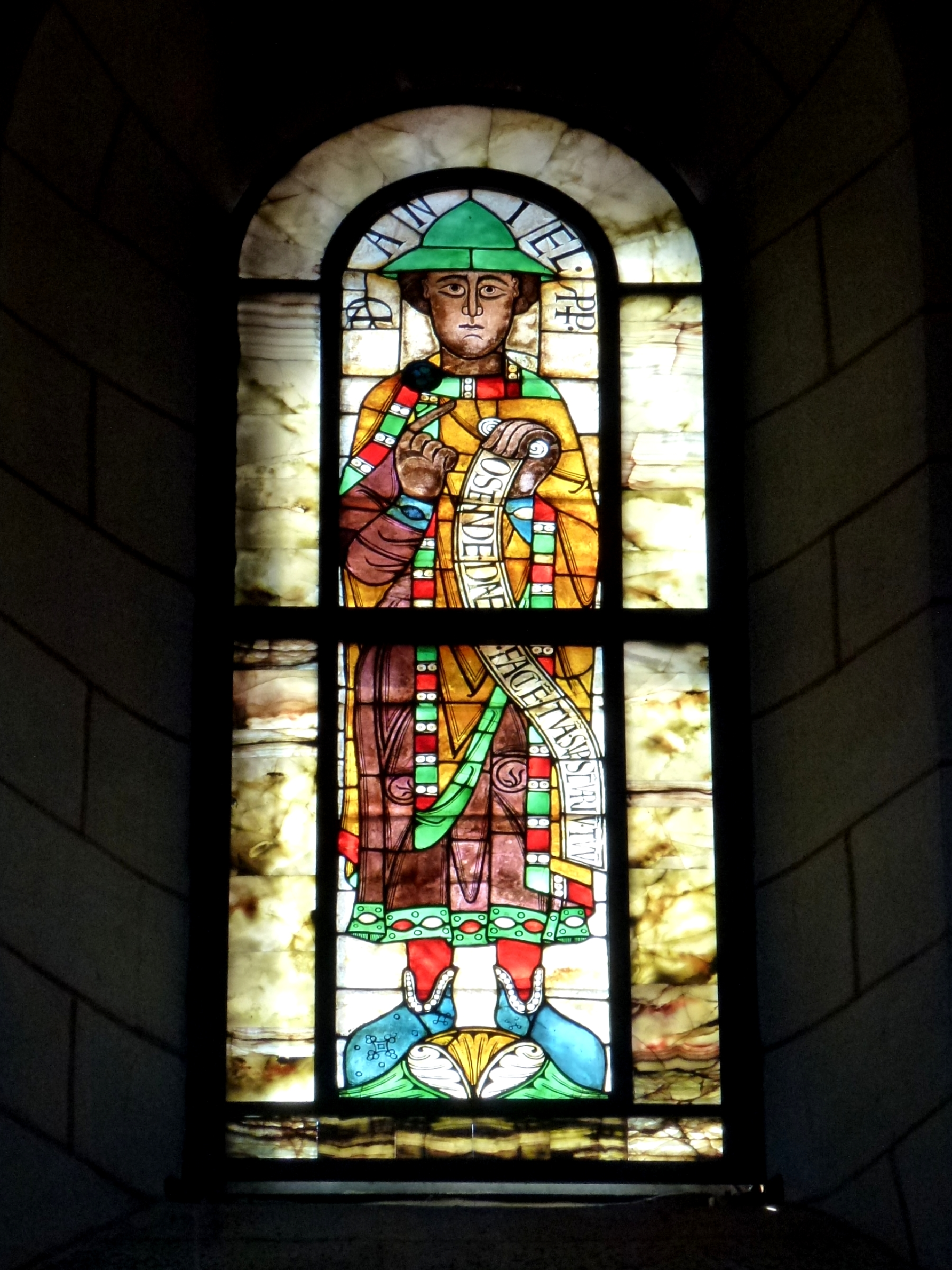
La vetrata di Daniele.

Anche l'interno mette in evidenza la natura bicefala della chiesa, in quanto la navata centrale finisce sui due lati con due transetti e due cori. La navata centrale è affiancata da due navate gotiche per lato. Interessante la Cappella della Madonna (1721) disegnata da Gabriele Gabrieli e, sotto il coro ovest, la cripta romanica (X secolo).
Alle finestre del cleristorio della navata centrale si conservano cinque preziosissime vetrate (fine dell'XI secolo-1130 ca) che rappresentano i Profeti David, Giona, Daniele, Mosè e Osea, tra le più antiche della Germania e fra le prime in Europa. Queste vetrate sono considerate le più antiche vetrate istoriate ancora in situ. Altre vetrate, tardo-gotiche, opera di Peter Hemmel di Andau, impreziosiscono la chiesa. 
Agli altari contro i pilastri centrali sui pilastri si possono ammirare quattro tavole sulla Vita di Maria (1484), e quattro tavole di Hans Holbein il Vecchio (1493), a destra, Offerta rifiutata da Gioacchino e Presentazione al tempio e, a sinistra, Natività di Maria e Salita al tempio. Nel transetto nord si susseguono ritratti dei vescovi di Augusta dal 1488 ai giorni nostri, mentre nel transetto sud si trova un affresco con San Cristoforo (1491). Nell'abside sud, vetrate (1330-1340) con Storie della Vergine Maria. In chiesa sono presenti anche il trono del vescovo (ca. 1100), retto da due leoni accovacciati, la tomba del vescovo Wolfhart Rot (1302), e un Ecce Homo barocco di Georg Petel.

## Dimensioni
| Lunghezza: 113 m                       |
| Larghezza: 38,70 m                     |
| Altezza delle volte del coro est: 28 m |
| Altezza della navata centrale: 17,80 m |
| Altezza delle torri: 62 m              |